# Castillo de Peguera
El Castillo de Peguera es un castillo fronterizo documentado el 1098 del municipio de Fígols (Bergadá). Es una obra declarada Bien Cultural de Interés Nacional . Se encuentra en la parte más alta del Roc de Peguera, a cuyos pies se encuentran las casas deshabitadas de la aldea de Peguera.

## Descripción
Son muy escasos los restos que quedan de este antiguo y encumbrado castillo del Bergadá. Algunos fragmentos de muro parecen poner en evidencia que se trataba de un castillo de dimensiones reducidas; quizá una simple torre fuerte, avanzada defensiva del cercano castillo de Fígols. Al derrumbarse la fortaleza, los habitantes del lugar debieron aprovechar las piedras para la construcción de las casas de Peguera, pueblo minero abandonado hacia el 1970.

## Historia
La documentación más antigua es de la segunda mitad del siglo XI. Entre el 1068 y 1095 un tal Pere Ramón, que actuaba en calidad de castellano, hace un juramento de fidelidad al conde Guillermo Ramón I de Cerdaña por los castillos y posesiones de Peguera, Fígols, Vallmanyana y Berga, entre otros, ... ipsum castellum de Pegera .... En 1095 el conde Guillermo de Cerdaña hace testamento y lega a su hijo Bernardo Guillermo , todas sus posesiones del Bergadá y de su marca, entre las que figura el castillo de Peguera. El nuevo conde, por incumplimiento de pacto de Pere Ramón, tomó las posesiones a este y las cedió a Berenguer Ecard (1098). En 1117 el condado de Cerdaña se integró al de Barcelona y Guillermo Ramón de Berga, heredero de Ecard, prestó homenaje a Ramón Berenguer III por el castillo de Peguera, entre otros. El hijo de Guillermo Ramón, Pere de Berga, en 1171 hizo donación del castillo al monasterio de Santa María de Poblet del Puerto de Peguera siendo feudatario Ramón de Peguera.
El año 1305, Bernat de Peguera se titulaba todavía, señor del castillo de Peguera. En 1390, el rey Juan I de Aragón vendió por 34.000 sous toda la jurisdicción del castillo a Ramón de Peguera el que hizo donación a Galceran Galceran de Pinós. El castillo de Peguera pasaba a integrarse dentro de la baronía de Pinós. Al comenzar el siglo XVII se puede leer en un memorial destinado al rey, que el castillo de Peguera era una posesión de Francisco de Agulló, familia que llevaba sangre de los Pinós.